# Сечение многогранников
Сечение многогранника — геометрическая фигура, образованная пересечением плоскости с многогранником. Сечением многогранника является многоугольник, вершины которого лежат на рёбрах, а стороны целиком на гранях многогранника. Если пересечением многогранника и плоскости является многоугольник, то он является сечением многогранника указанной плоскостью.
Плоскость может: не иметь с многогранником общих точек, иметь одну общую точку (вершину), пересекать многоугольник по отрезку, пересекать многогранник по многоугольнику.
Сечение одного и того же многогранника разными плоскостями, может приводить к образованию различных многоугольников например сечение параллелепипеда образует треугольники, четырёхугольники, пятиугольники, шестиугольники.
Для того, чтобы построить сечение нужно знать какие грани многогранника пересекает данная плоскость, определить хотя бы 2 точки пересечения многогранника с гранью. Построить отрезок. Найти пересечения прямой содержащей отрезок с рёбрами многогранника.

## Методы построения сечений многогранника
- Метод следов. (Если плоскость (ABC) пересекает плоскость (DBC), то прямую BC называют следом плоскости (ABC) на прямую (DBC). Метод следов состоит из 3 пунктов:
  - Строится линия пересечения секущей плоскости с плоскостью основания многогранника.
  - Находим точки пересечения секущей плоскости с ребрами многогранника.
  - Проводится построение сечения

- Метод внутреннего проектирования, или метод вспомогательных сечений (метод вспомогательных плоскостей).[1] при котором строятся различные дополнительные вспомогательные плоскости.

- Комбинированный метод.

- Координатный метод построения сечений. Суть комбинированного метода построения сечений, состоит в применении теорем о параллельности прямых и плоскостей в пространстве в сочетании с аксонометрическим методом.

- Также возможен такой метод:
  - Проводятся прямые, лежащие через точки, находящиеся в одной плоскости.
  - Проводится поиск отрезков пересечения плоскости с гранями многогранника (ищется точка пересечения прямой принадлежащей плоскости сечения с плоскостью принадлежащей одной грани. Параллельные грани плоскость сечения пересекает по параллельным прямым.)

Кроме того имеются следующие методы построения многогранников:
- построение сечения многогранника плоскостью, проходящей через заданную точку параллельно заданной плоскости.
- построение сечения, проходящего через заданную прямую параллельно другой заданной прямой.
- построение сечения, проходящего через заданную точку параллельно двум заданным скрещивающимся прямым.
- построение сечения многогранника плоскостью, проходящую через заданную прямую перпендикулярно заданной плоскости.
- построение сечения многогранника плоскостью, проходящей через заданную точку перпендикулярно заданной прямой.